# Пикок, Джон Эндрю
Джон Эндрю Пикок (John Andrew Peacock, род. 27 марта 1956, Шафтесбери, Великобритания) — британский космолог. Профессор Эдинбургского университета, член Эдинбургского (2006) и Лондонского (2007) королевских обществ. Лауреат премии Шао (2014).

## Биография
Окончил с отличием со степенью бакалавра естественных наук кембриджский Колледж Иисуса, где учился в 1974—1977 годах. В 1977—1980 годах работал над докторской в Кавендишской лаборатории Кембриджа (одним из двух его научных руководителей был Malcolm Longair). В 1981 году поступил фелло-исследователем в Эдинбургскую королевскую обсерваторию, с 1983 года — на постоянном контракте. Почётный фелло Эдинбургского университета (1988), его почётный профессор (1994), а с 1998 года профессор космологии, с 2000 года работает в университетском Институте астрономии и возглавлял последний в 2007—2013 годах. Подготовил 20 аспирантов (PhD). В 2002 году был назван ISI в числе 25, а в 2014 году — Thomson Reuters в числе 12 наиболее цитируемых астрономов Великобритании. Отмечен Group Achievement Award Королевского астрономического общества (2008). В 2015 году получил Advanced Grant Европейского исследовательского совета. В 2023 награждён золотой медалью Королевского астрономического общества.
Автор более 200 научных работ в реферируемых журналах, H-индекс = 95. Автор учебника ‘Cosmological Physics’ (Cambridge University Press, 1999).
Женат с 1982 года, трое детей.